# Gliese 436 c
Gliese 436 c es un exoplaneta que orbita la estrella Gliese 436 en la constelación de Leo, a una distancia de 33.4 años luz de la Tierra. Gliese 436 c es uno de los planetas extrasolares descubiertos que más se parecen a la Tierra.

## Descubrimiento
El 23 de enero de 2008, un grupo de astrónomos encontraron que la existencia de un segundo exoplaneta orbitando Gliese 436, podía explicar anomalías en la órbita de Gliese 436 b, de un modo similar al usado para descubrir Neptuno, analizando perturbaciones en la órbita de Urano, en 1846.

## Características físicas
Gliese 436 c tiene una masa de 5 veces la de la Tierra, igual a la mínima calculada para Gliese 581 c. Su radio es un 150 % el de la Tierra, al igual que el de Gliese 581 c. Debido a su masa y tamaño pequeños, se presume que es un planeta rocoso, similar a los planetas interiores de nuestro Sistema solar. Su temperatura superficial es de alrededor de 500 K, asumiendo un albedo similar al de Venus de 0,7 y sin tomar en cuenta ningún efecto invernadero, de existir. De esta manera, el planeta es demasiado caliente como para mantener agua líquida en su superficie.

## Órbita
El planeta completa una revolución alrededor de su estrella cada 4.2 días terrestres, poniéndolo en una resonancia 2:1 con el planeta interior Gliese 436 b. Su semieje mayor se ha estimado en 0.045 UA. Basado en su masa mínima de 4.7 MTierra y su masa real de 5.0 MTierra, su inclinación debe estar dentro entre 68° to 72°.